# هاکوهو شو
هاکوهو شو (به ژاپنی: 白鵬 翔) کُشتی‌گیر سوموی اهل اولان‌باتور، در کشور مغولستان است که شصت‌ونهمین کشتی‌گیر دارای رتبهٔ یوکوزونا محسوب می‌شود. وی در سال ۲۰۰۷ میلادی به این مرتبه ارتقا یافت و در سال ۲۰۲۱ میلادی بازنشست شد. هاکوهو شو توانست ۴۵ بار قهرمان (یوشو) مسابقات سومو شود و در این زمینه رکورددار می باشد.